# Pashinin I-21
Pashinin I-21 (ngoài ra còn có loại máy bay Ilyushin TsKB-32 cũng được gọi là "I-21") là một mẫu thử máy bay tiêm kích của Liên Xô trong thập niên 1940.

## Tính năng kỹ chiến thuật (I-21)
Đặc điểm tổng quát
- Kíp lái: 1
- Chiều dài: 8,73 m (28 ft 7,7 in)
- Sải cánh: 9,4m (30 ft 10,07 in)
- Chiều cao:  (N/A)
- Diện tích cánh: 15,46 m² (50,86 ft²)
- Trọng lượng có tải: 2.670 kg (5.874 lbs)
- Động cơ: 1 × Klimov M-105P động cơ V12 bố trí thẳng hàng,  (1.050 hp)

 Hiệu suất bay 
- Vận tốc cực đại: 580 km/h (360 mph)
- Tầm bay: 760 km (472 mi)
- Trần bay: 10.600 m (34.776 ft)
- Vận tốc lên cao: 21 m/s (4.133 ft/phút)
- Tải trên cánh: 173 kg/m² (35,4 lb/ft²)

Trang bị vũ khí

Pashinin I-21

- 2 × súng máy ShKAS 7,62 mm và 1 pháo ShVAK 20mm hoặc pháo 23mm BT-23